# Мартина (Кампобасо)
Мартина је насеље у Италији у округу Кампобасо, региону Молизе.
Према процени из 2011. у насељу је живело 9 становника. Насеље се налази на надморској висини од 796 м.